# Stefania LaVie Owen
Stefania LaVie Owen (Miami, Florida; 15 de diciembre de 1997) es una actriz estadounidense y neozelandesa. Es popular por su papel de Puddle Kadubic en la serie televisiva Running Wilde y por encarnar a Dorrit Bradshaw en la serie The Carrie Diaries. Normalmente es acreditada como Stefania Owen.

## Biografía
Owen nació el 15 de diciembre de 1997 en Miami, Florida, de madre estadounidense y padre neozelandés. Se mudó a Nueva Zelanda a la edad de cuatro años, estableciéndose en Pauatahanui, un pueblo al norte de Wellington.
En Wellington ingresó en la Chilton Saint James School, una escuela privada para señoritas cerca de Lower Hutt.
Owen hizo su debut actoral en el 2009 en la película de Peter Jackson The Lovely Bones (Desde mi cielo, en Hispanoamérica), encarnando a Flora Hernández. De 2010 a 2011 actuó en la comedia Running Wilde. También formó parte del elenco de la serie televisiva The Carrie Diaries. Participó en la película slasher Krampus, dirigida por Michael Dougherty.

## Filmografía
| Año     | Título                 | Rol               | Notas               |
| ------- | ---------------------- | ----------------- | ------------------- |
| 2010–11 | Home Game              | Charlotte         |                     |
| 2009    | The Lovely Bones       | Flora Hernández   |                     |
| 2010–11 | Running Wilde          | Puddle Kadubic    | 13 episodios        |
| 2013–14 | The Carrie Diaries     | Dorrit Bradshaw   | 23 episodios        |
| 2015    | Krampus                | Beth              |                     |
| 2015    | Coming Through the Rye | Deedee            |                     |
| 2016    | All We Had             | Ruthie Carmichael |                     |
| 2016–   | Chance                 | Nicole Chance     | Serie de televisión |
| 2018    | Vice                   | TBA               |                     |
| 2018    | The Cat and the Moon   | Eliza             |                     |
| 2019    | The Beach Bum          | Heather           |                     |
| 2020    | Messiah                | Rebecca Iguero    | 9 episodios         |
| 2021    | Sweet Tooth            | Bear              |                     |